# Franz Quadlbauer
Franz Quadlbauer (* 24. Juni 1924 in Sankt Florian bei Linz; † 28. Januar 2009 in Seekirchen am Wallersee) war ein österreichischer Klassischer Philologe.

## Leben
Franz Quadlbauer wurde 1949 in Graz mit der Dissertation Plinius der Jüngere und der Begriff der erhabenen Rede promoviert. Von 1963 bis 1967 arbeitete er auf Empfehlung von Albin Lesky als Wissenschaftlicher Mitarbeiter am Thesaurus Linguae Latinae in München. Während dieser Jahre habilitierte er sich 1966 in Salzburg. 1967 wurde er zum Redaktor am Thesaurus ernannt.
1970 wurde Quadlbauer an die Universität Kiel zum ordentlichen Professor berufen. Hier wirkte er bis zu seiner Emeritierung 1991 in Lehre und Forschung. Bis zu seinem Tod 2009 lebte er in Seekirchen bei Salzburg, wo er zeitweise als Universitätsdozent arbeitete.
Quadlbauers Forschungsschwerpunkt war die antike Rhetorik. Von 1982 bis 1987 war er Mitherausgeber der Zeitschrift Rhetorica.

## Schriften (Auswahl)
- Plinius der Jüngere und der Begriff der erhabenen Rede. Dissertation Universität Graz 1948.
- Die "genera dicendi" bis Plinius dem Jüngeren. In: Wiener Studien, Bd. 71 (1958), S. 56–111.
- Der Dichter der griechischen Komödie im literarischen Urteil der Antike. In: Wiener Studien, Bd. 73 (1960), S. 40–82.

- Die antike Theorie der genera dicendi im lateinischen Mittelalter. Böhlau, Wien 1962.
- Fons purus. Zu seiner stilkritischen Verwendung bei Quintilian und Martial. In: Doris Ableitinger-Grünberger/Helmut Gugel (Hrsg.): Festschrift Karl Vretska. Zum 70. Geburtstag am 18. Oktober 1970 überreicht von seinen Freunden und Schülern. Winter, Heidelberg 1970, S. 181–194.
- "Laedentem Oscula". Zu Hör.carm. 1,13,15. In: Eckard Lefèvre (Hrsg.): Monumentum Chiloniense. Studien zur augusteischen Zeit; Kieler Festschrift für Erich Burck zum 70. Geburtstag. Hakkert, Amsterdam 1975, S. 347–358, ISBN 90-256-0717-9.
- "Porpureus pannus". Zum Fortwirken eines horzazischen Bildes in Spätantike und lateinischen Mittelalter. In: Mittellateinisches Jahrbuch, Bd. 15 (1981), S. 1–32.
- Zur Theorie der Komposition in der mittelalterlichen Rhetorik und Poetik. In: Brian Vickers (Hrsg.): Rhetoric revalued. Center for Medieval and Early Renaissance Studies, Binghampton, N.Y., 1982, S. 116–131, ISBN 0-86698-020-2.
- "Livi lactea ubertas". Bemerkungen zu einer quintilianischen Formel und ihrer Nachwirkung. In: Eckard Lefèvre (Hrsg.): Livius. Werk und Rezeption. Festschrift für Erich Burck zum 80. Geburtstag. Beck, München 1983, S. 347–366, ISBN 3-406-09143-1.
- Zur Nachwirkung und Wandlung des ciceronianischen Rednerideals. In: Aldo Ceresa-Gastaldo (Hrsg.): Ars rhetorica. Antica e nova. Universität Genf 1983, S. 77–116.
- Ovidkritik bei Matthaeus von Vendôme und ihre poetologisch-rhetorischen Hintergründe. In: Ulrich Justus Stache (Hrsg.): Kontinuität und Wandel. Lateinische Poesie von Naevius bis Baudelaire ; Franco Munari zum 65. Geburtstag. Weidmann, Hildesheim 1986, S. 424–445, ISBN 3-615-00012-9.
- SATYRA EST STYLUS MEDIUS ET TEMPERATUS.  ´Der Begriff des mittlerern Stils bei Benvenuto da Imola und sein literartheoretischern Hintergrund. In: Udo Kindermann (Hrsg.): Festschrift für Paul Klopsch (= Göppinger Arbeiten zur Germanistik, Bd. 492). Kümmerle, Göppingen 1988, S. 398–423, ISBN 3-88452-728-X.
- Zur Literartheorie des 10. Jahrhunderts. In: Günter Bernt (Hrsg.): Tradition und Wertung. Festschrift für Franz Brunhölzl zum 65. Geburtstag. Thorbecke, Sigmaringen 1989, S. 119–140, ISBN 3-7995-7065-9.
- Zur Theorie des Erzählungsaufbaus in der Rhetorik und Poetik um 1000 p.Chr. In: Mittellateinisches Jahrbuch, Bd. 24/25 (1989/90), S. 393–411.